# Dumez
L'entreprise Dumez est une ancienne entreprise de construction française. 

## Historique
L'entreprise Dumez a été créée en 1890 par Alexandre Dumez (14 décembre 1864 - 22 octobre 1932).
En 1990, l'entreprise Dumez fusionne avec la Lyonnaise des eaux pour former le groupe Lyonnaise des eaux - Dumez.
Le groupe augmente sa participation dans le groupe GTM-Entrepose. À la fin de 1990, il contrôle 59,8 % du capital de GTM-Entrepose.
Les difficultés de Dumez Construction en France vont amener à des changements à la tête de la holding Dumez. En 1992, elle déclare une perte de 698 millions de francs. Ces changements sont terminés en 1994. À cette date Dumez ne se consacre plus qu'au BTP.
Fin 1994, après le retrait du groupe familial Chaufour de ses intérêts dans Lyonnaise des eaux - Dumez, il va y avoir un rapprochement des activités BTP de GTM-Entrepose et de Dumez pour donner naissance à Dumez-GTM. GTM-Entrepose devient le pôle aménagement-construction de la Lyonnaise des eaux.
En 1996, GTM-Entrepose devient Groupe GTM. L'essoufflement des activités BTP en France va nécessiter de revoir les réseaux d'agences de Dumez Construction et de GTM Construction.
En 1999, Groupe GTM se réorganise autour de deux sociétés : Dumez-GTM pour les grands travaux et l'international et GTM Construction pour la France, avec ses trois filiales, GTM, Dumez et Chantiers Modernes.
En 2000, SGE devenue indépendante devient Vinci. Offre publique d'échange de Vinci sur le capital de Groupe GTM.